# Riogroep

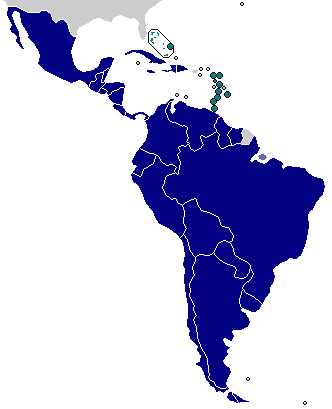
Kaart met de lidstaten van de Riogroep.

De Riogroep of Groep van Rio (Spaans: Grupo de Río, Portugees: Grupo do Rio, Frans: Groupe de Rio, Engels: Rio Group) is een intergouvernementele organisatie die bestaat uit Latijns-Amerikaanse en Caraïbische landen.

## Geschiedenis
De Riogroep is vooral ontstaan als alternatief op de Organisatie van Amerikaanse Staten, waarbinnen de Verenigde Staten erg dominant waren, waardoor de weerzin van de Latijns-Amerikaanse landen werd gewekt. Sinds de jaren 1980 begonnen zij politiek steeds vaker samen te werken zonder de Verenigde Staten, wat uiteindelijk tot de oprichting van de Riogroep leidde. De organisatie werd opgericht op 18 december 1986 in Rio de Janeiro door de Verklaring van Rio de Janeiro. De oprichtende leden waren Argentinië, Brazilië, Colombia, Mexico, Panama, Peru, Uruguay en Venezuela.

## Werking
De Riogroep heeft geen vaste zetel, maar er zijn wel bijeenkomsten die ieder jaar in een verschillend land plaatsvinden. Hierbij vaardigen de Caribische Gemeenschap één en Midden-Amerika één vertegenwoordiger af, van de andere Zuid-Amerikaanse landen plus Mexico zijn de staatshoofden aanwezig. Er wordt bovendien gestreefd naar nauwere banden met de Europese Unie waarmee jaarlijks topoverleg is.

## Huidige leden
| - Argentinië - Belize - Brazilië - Bolivia - Colombia - Costa Rica - Chili - Cuba | - Dominicaanse Republiek - Ecuador - El Salvador - Guatemala - Guyana - Haïti - Honduras - Jamaica | - Mexico - Nicaragua - Panama - Paraguay - Peru - Suriname - Uruguay - Venezuela |